# Max von Menz
Max von Menz (né le 1er septembre 1824 à Wasserburg am Inn, mort le 3 mai 1895 à Munich) est un peintre allemand.

## Biographie
Max von Menz est le fils du directeur de la police Karl von Menz. Il est élève de l'école latine et du Gymnasium, où le professeur de dessin Franz Dahmen (de) découvre son talent.
À partir du 2 novembre 1842, Max von Menz étudie à l'Académie des beaux-arts de Munich auprès de Hermann Anschütz, Heinrich Maria von Hess, Julius Schnorr von Carolsfeld et Philipp von Foltz.

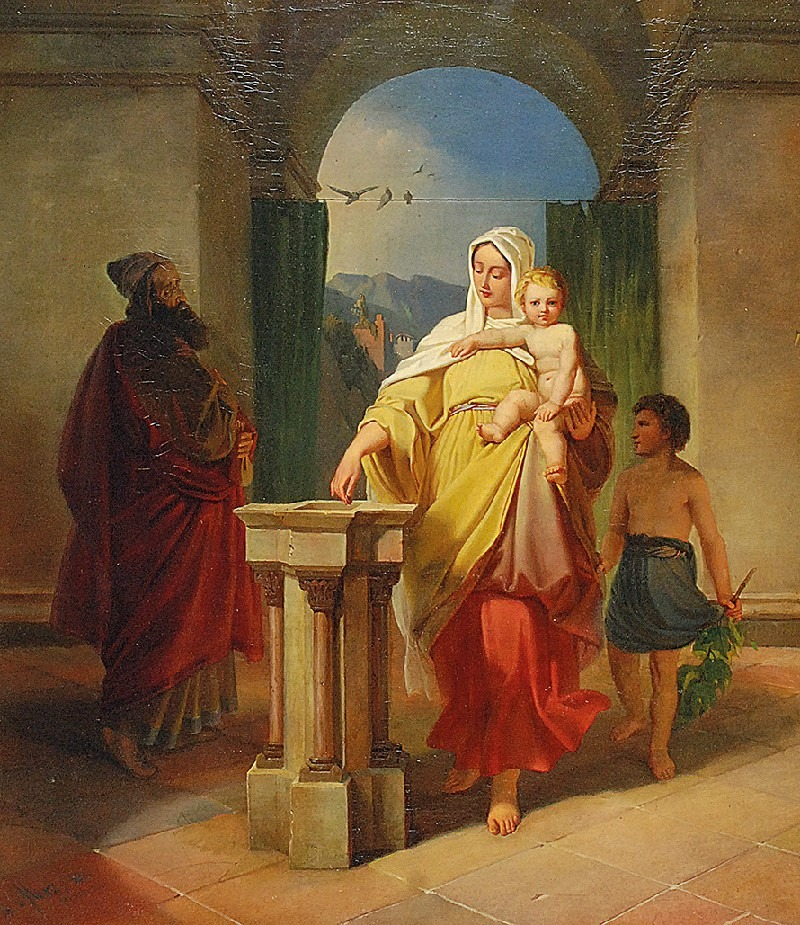
La Veuve pauvre, 1850.

Alors qu'il est encore étudiant, Menz peint une série de tableaux sur L'histoire de Noé d'August Kopisch. Menz se consacre alors aux thèmes traditionnels de la peinture d'histoire : l'Ancien Testament et l'histoire de la Bavière.
À l'initiative du général Karl Spruner von Merz (de), Menz participe à l'exécution de fresques dans la galerie du Musée national bavarois.
Il crée huit retables avec des scènes de la vie des saints Corbinien de Freising et Bennon de Meissen pour la cathédrale Notre-Dame de Munich. Il illustre les œuvres de Ludwig Uhland.
En février 1872, son pied est amputé et il perd plus tard la vue. Il meurt à Munich en 1895 à 70 ans. Sa tombe se trouve à l'ancien cimetière du Sud.